# 非洲钳嘴鹳
非洲钳嘴鹳是鹳科钳嘴鹳属的一个现存无危物种，分布在撒哈拉以南非洲。

## 外形
非洲钳嘴鹳体型较大，体长80-94厘米，体重1-1.3千克。腿部细长呈黑色，眼睛为灰色。全身羽毛为黑色，胸部和背部泛绿色、棕色和紫色的光泽。幼鸟羽毛颜色更加暗淡。

## 栖息地和分布
非洲钳嘴鹳分布于撒哈拉以南的非洲，北部从塞内加尔东部至埃塞俄比亚，南部至南非的夸祖魯-納塔爾省。它们栖息于热带湿地，包括水田、浅海滩、河口湿地、淡水和苦咸水湖泊。非洲钳嘴鹳共有2个亚种：
| # | 中文名称           | 学名 | 命名者及年代        | 分布         |
| - | ------------------ | ---- | ------------------- | ------------ |
| 1 | 非洲钳嘴鹳指名亚种 |      | Temminck, 1823      | 非洲大陆南部 |
| 2 | 非洲钳嘴鹳马岛亚种 |      | Milne Edwards, 1880 | 马达加斯加   |

## 习性
非洲钳嘴鹳主要以水生蜗牛和淡菜類为食。它们有时也吃陆生蜗牛、蛙、螃蟹、小鱼、蠕虫和大型昆虫。在水中，它们用触觉和视觉定位食物，并利用自己尖锐的下颌骨粉碎硬壳猎物并提取它们的肉。
非洲钳嘴鹳不是典型的迁徙鸟类。它们大多居住于固定的场所。只有在干旱季节时，它们才会动身离开干旱地区。

## 繁殖
由于雨天会有较多的蜗牛，非洲钳嘴鹳通常在雨季繁殖。在此期间，异性钳嘴鹳互相靠近，进行复杂的表演，头部来回摇摆，并互相啄对方的头。巢由树枝和芦苇制作而成，宽度约为50厘米。雌鸟通常会产3-4枚蛋，孵化期约为25-30天。雏鸟在出生50-55天成熟后离巢。

## 图集

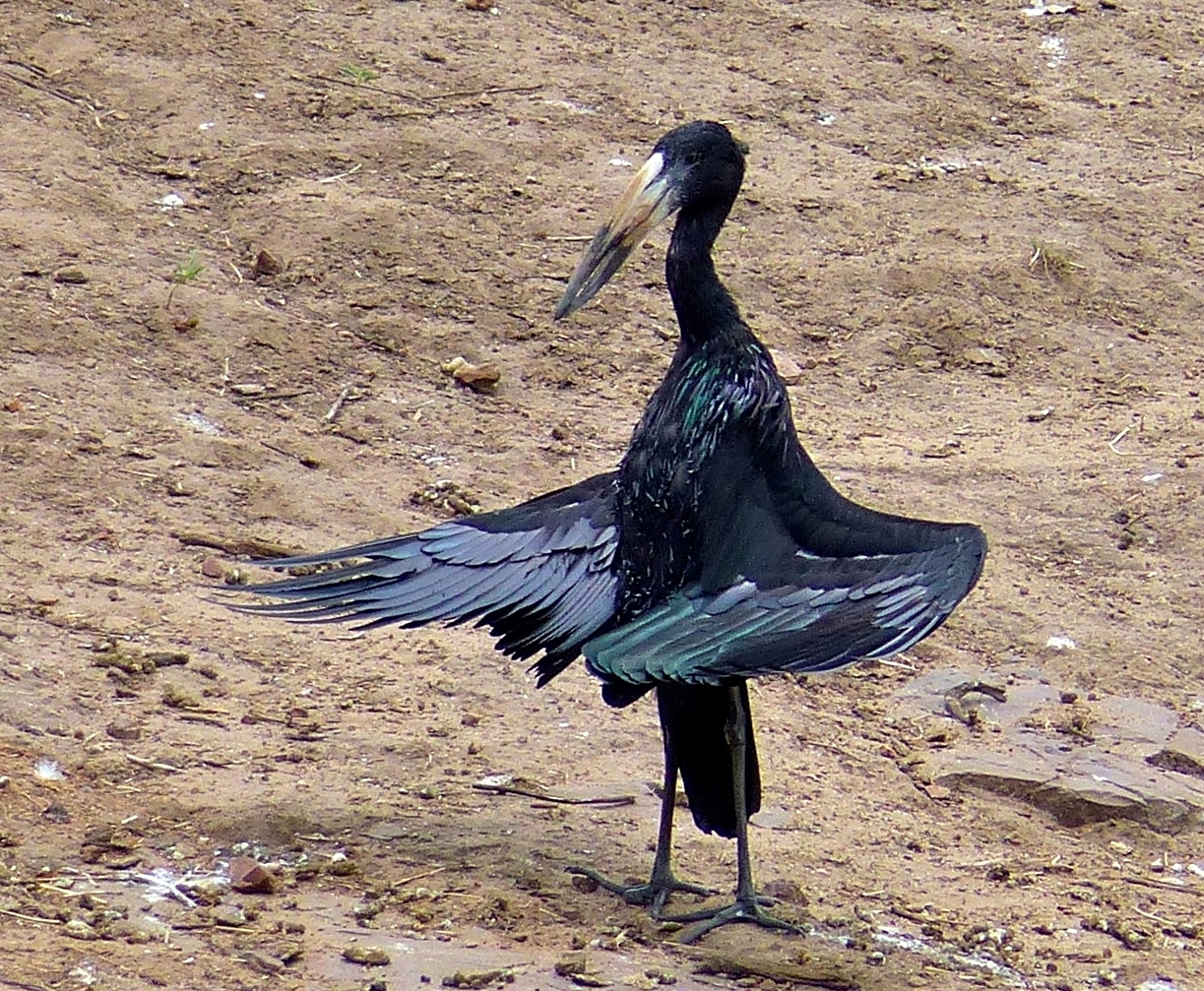
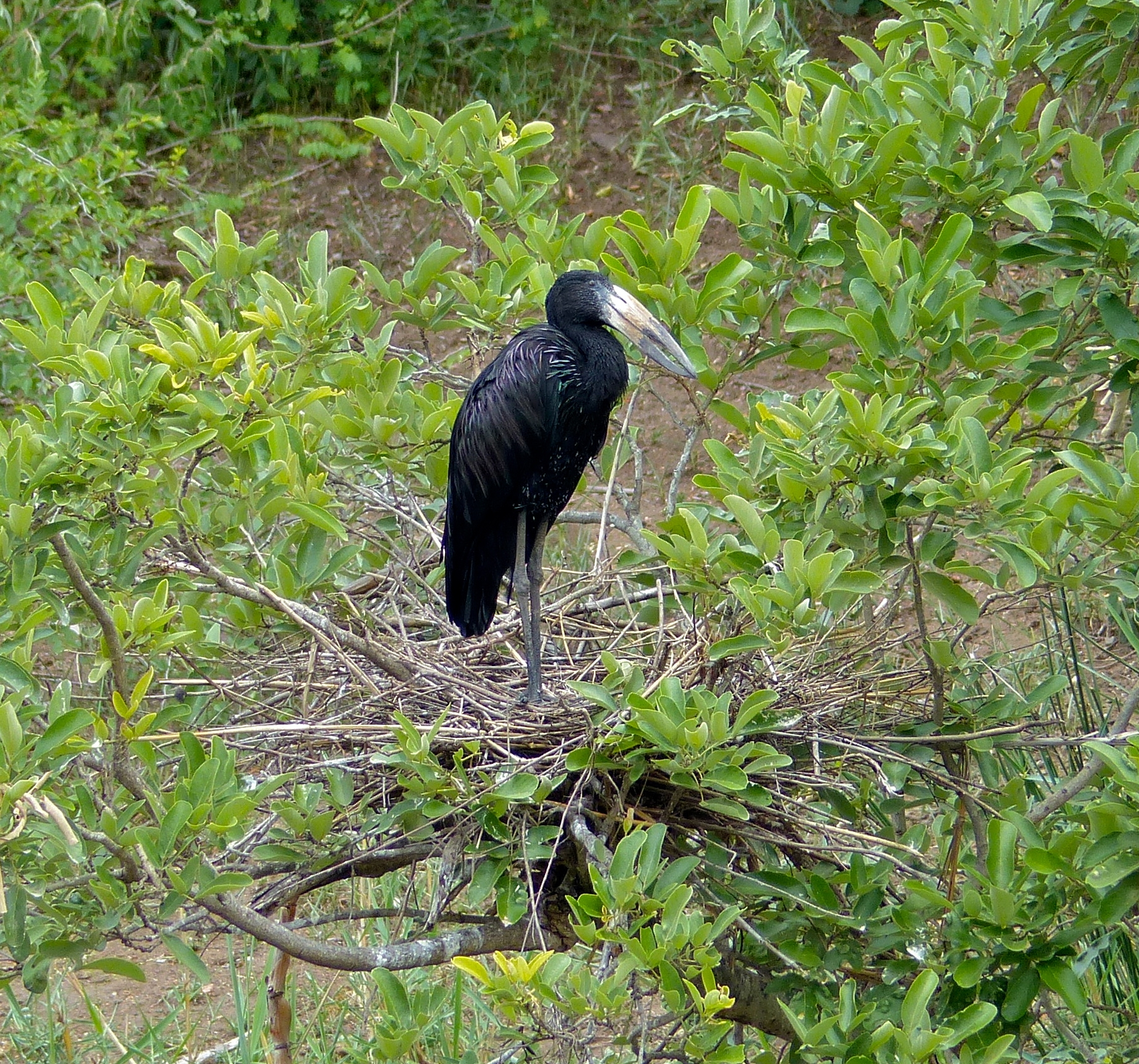
巢
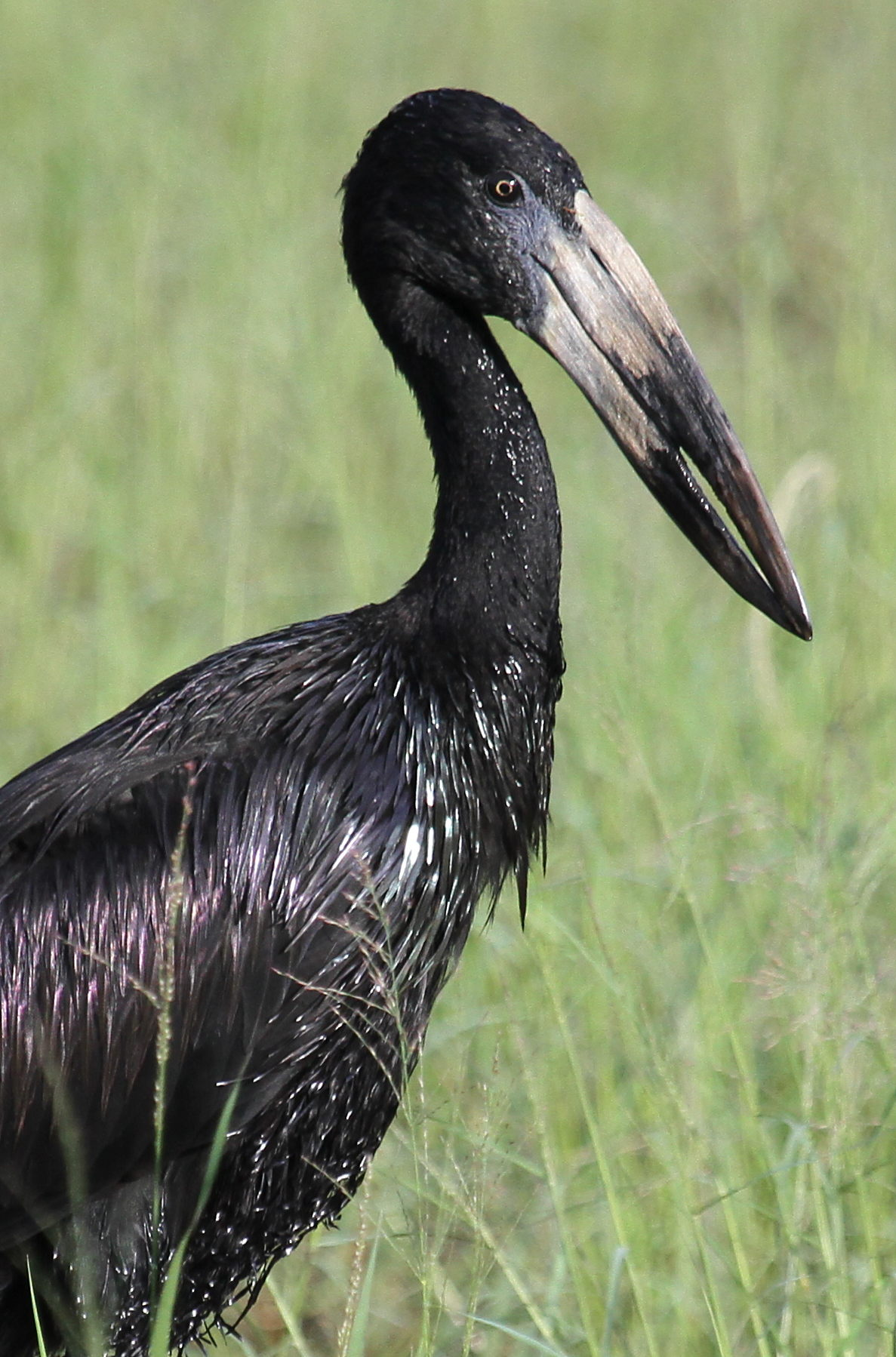
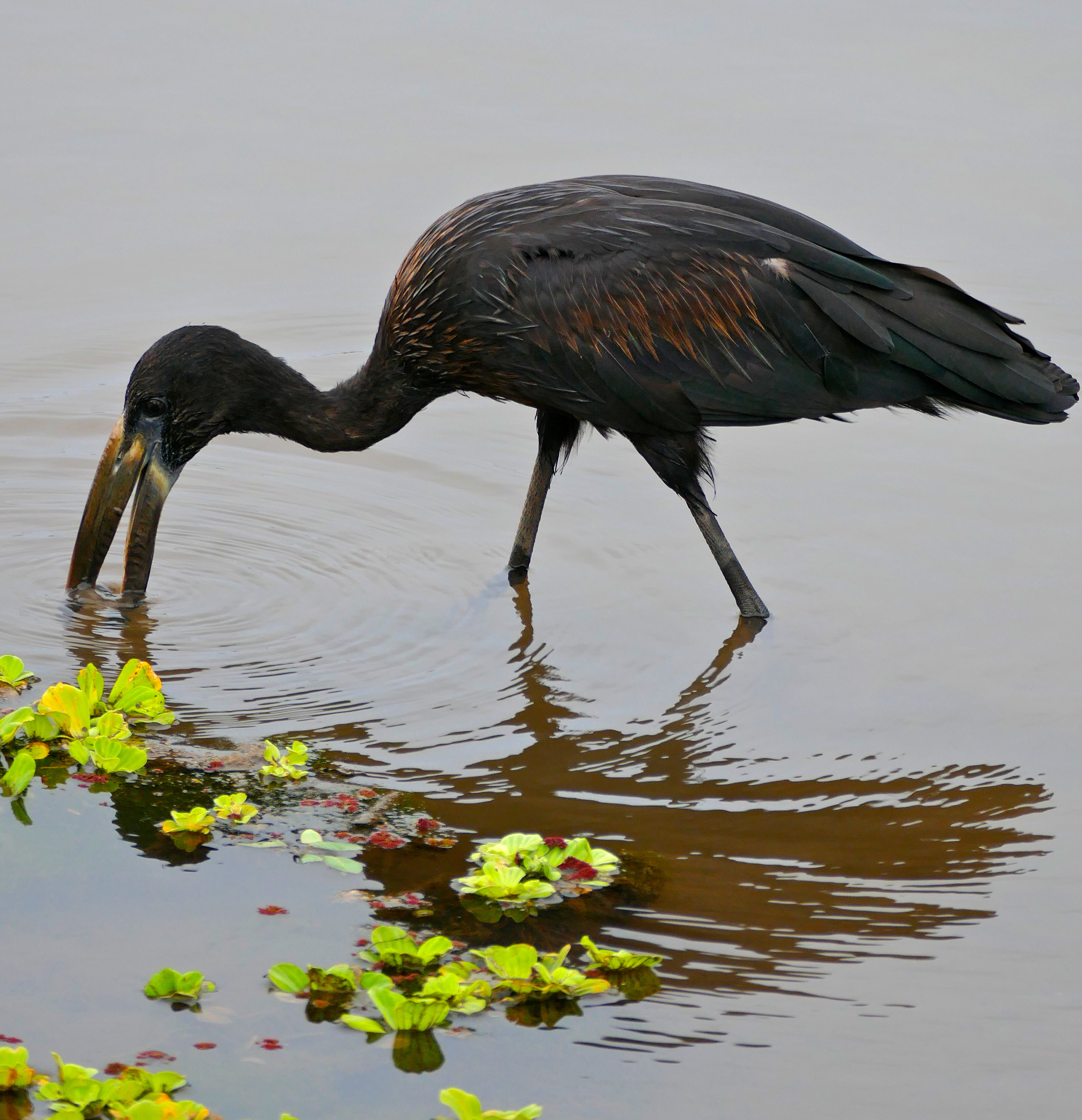
觅食
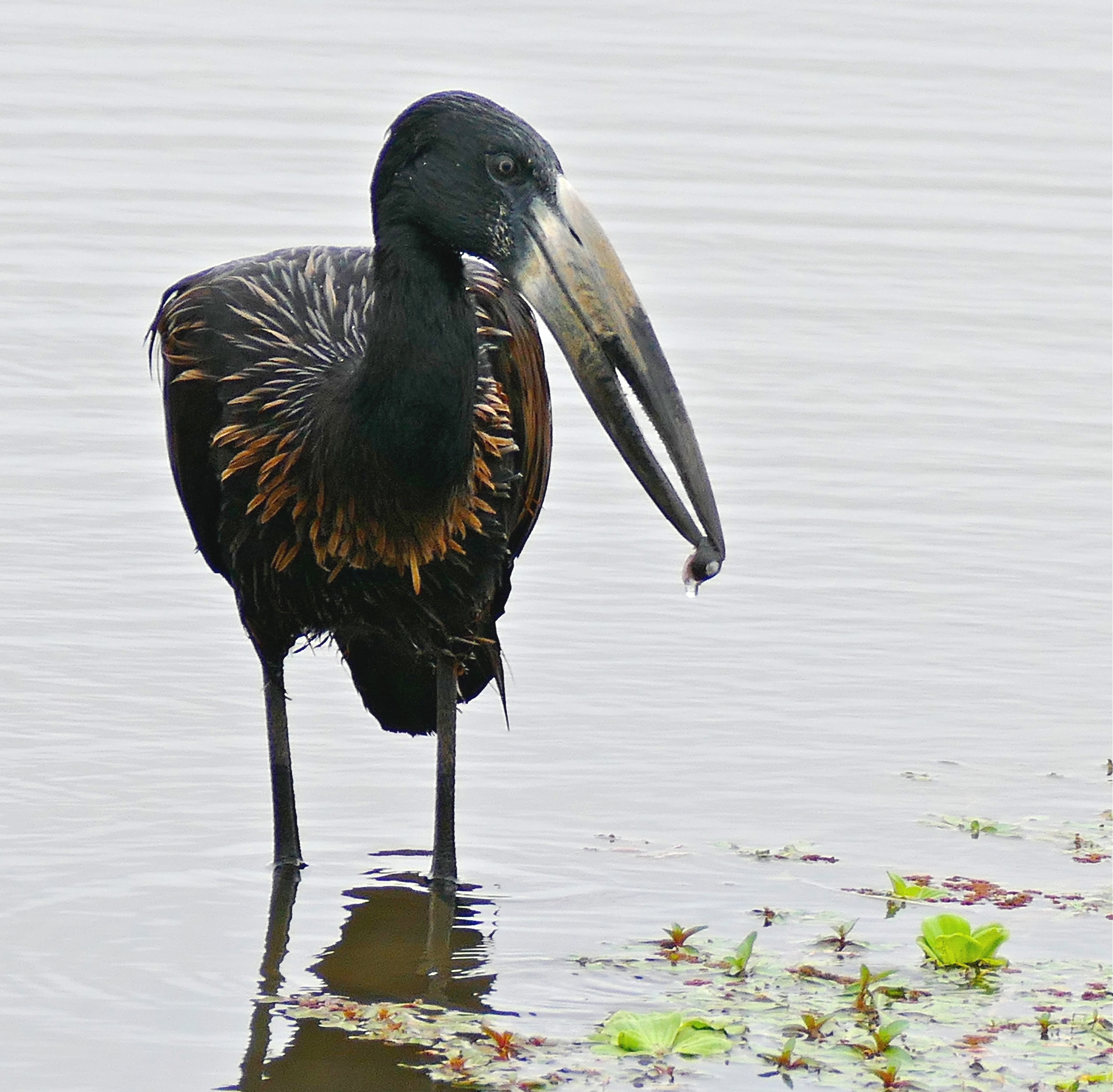
捕获食物
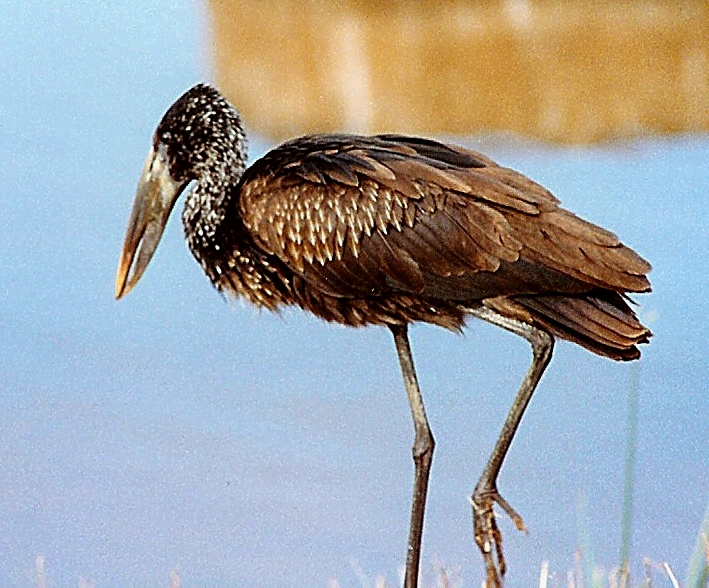
幼鸟
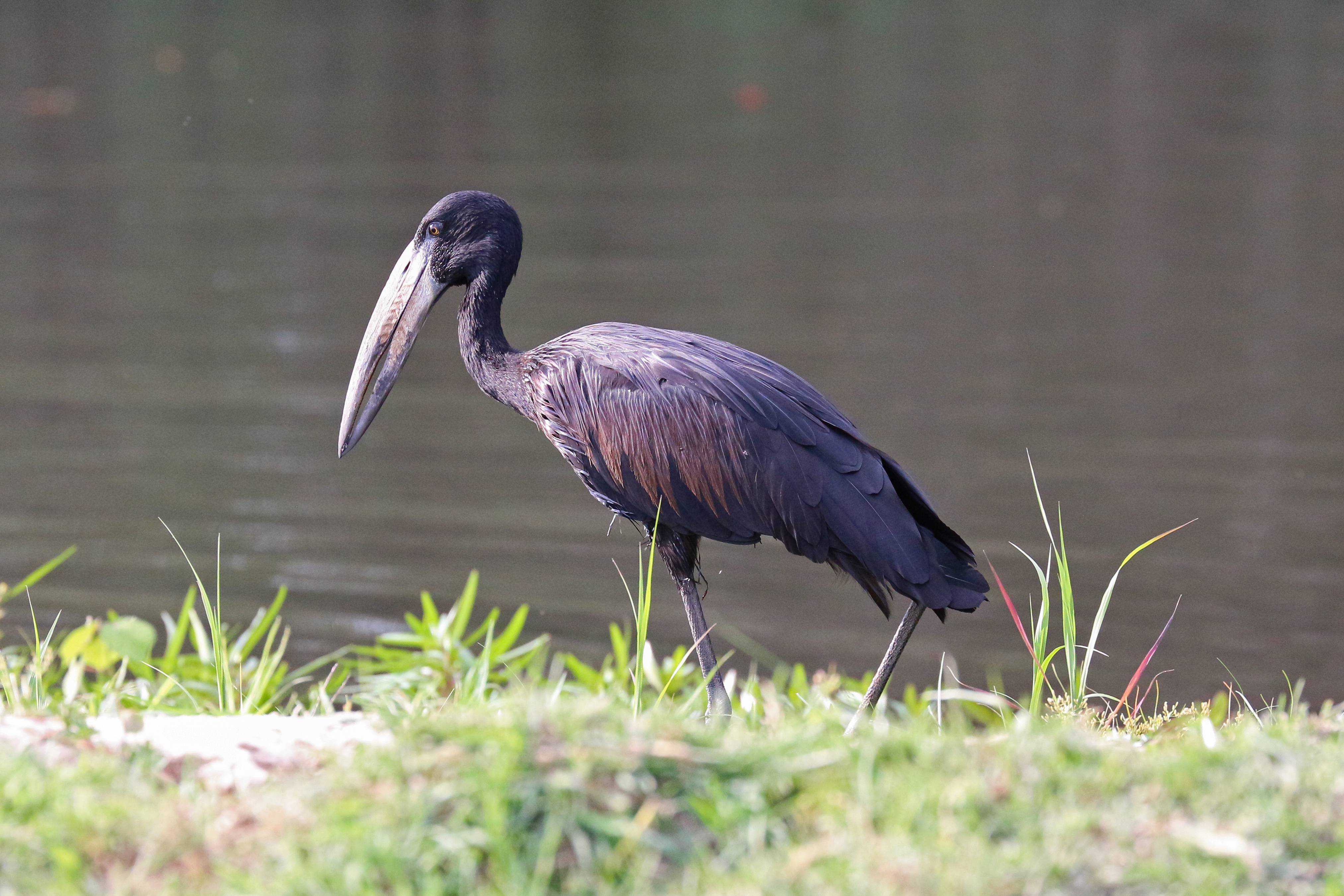
位于津巴布韦
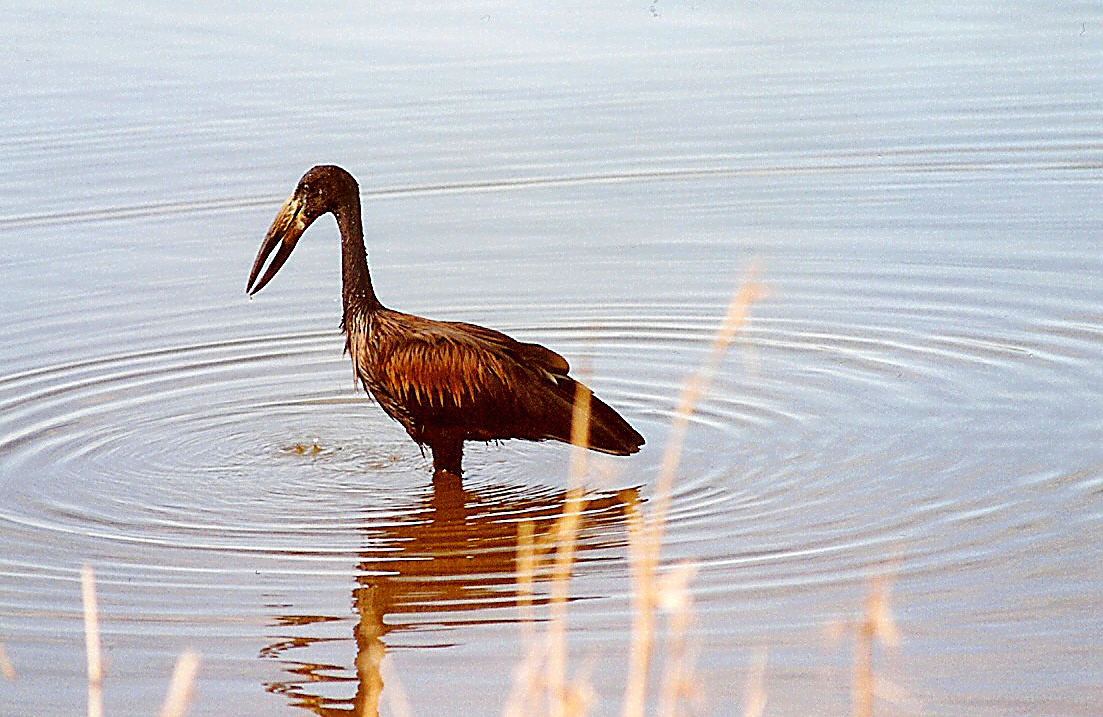
位于南非克留格爾國家公園